# Antiblemma marita
Antiblemma marita là một loài bướm đêm trong họ Erebidae.